# Nicolás Perrenot de Granvela

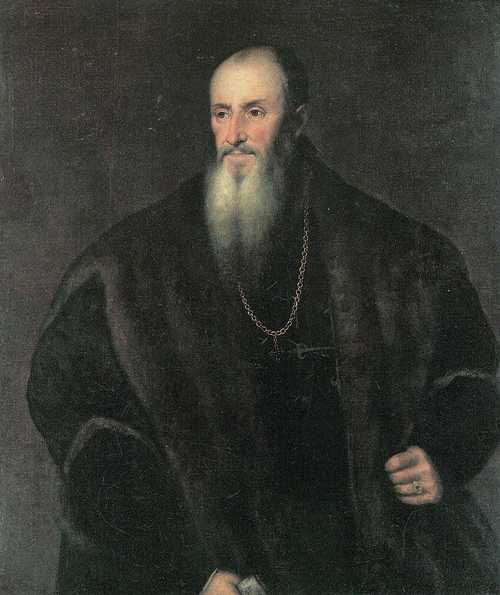
Nicolás Perrenot de Granvela, hacia 1548. Óleo sobre lienzo atribuido a Tiziano o a Lambert Sustris, Besanzón, Musée du Temps.

Nicolás Perrenot de Granvela (Ornans, Condado de Borgoña; 1484-Augsburgo, Alemania; 1550) fue un estadista flamenco bajo el reinado de Carlos I.

## Biografía
Doctor en derecho, se introdujo en la corte de Carlos I, alcanzando un puesto de consejero en el Consejo de Estado en 1524.
En 1528 pasó a ser secretario de Carlos I junto a Francisco de los Cobos, sustituyendo a Jean Lallemand. En 1530 asumió la función de asesorar al monarca en los asuntos de política exterior.
También fue embajador en la Francia de Francisco I, época en la que no se respetaban los derechos diplomáticos y fue incluso encarcelado en 1527 acusado de espionaje.
Su hijo Antonio Perrenot de Granvela, fue conocido como el Cardenal Granvela.